# Richard Borja
Richard Borja (* Guayaquil, Provincia del Guayas, Ecuador, 23 de julio de 1980) es un exfutbolista ecuatoriano que jugaba de volante defensivo y su último club fue U.T.C de la Segunda Categoría de Ecuador.

## Trayectoria
Richard Borja inició su carrera en Emelec, donde jugó en divisiones inferiores desde 1994 y debutó en primera división el 2000, estando en este club jugó Copas Libertadores y fue campeón de la Serie A de Ecuador los años 2001 y 2002. Permaneció en Emelec hasta el año 2005.
El 2005 pasó a Deportivo Quevedo, luego a Macará, el 2006 a Deportivo Quito, posteriormente al Delfín SC, el 2007 volvió a Macará, el 2008 retornó a entrenar a Emelec aunque no jugó, el 2009 pasó al Rocafuerte FC, el 2010 al Atlético Audaz y el 2011 al Delfín SC.
Después de esto Richard jugó con el patria en la temporada 2012 con el Club Sport Patria dónde jugó la Segunda Categoría del Guayas.
Y en 2013 juega con el Club Deportivo de la Universidad Técnica de Cotopaxi
Donde decide retirarse.

## Clubes
| Club              | País    | Año       |
| ----------------- | ------- | --------- |
| Emelec            | Ecuador | 1994-2004 |
| Deportivo Quevedo | Ecuador | 2005      |
| Macará            | Ecuador | 2005      |
| Deportivo Quito   | Ecuador | 2006      |
| Delfín SC         | Ecuador | 2006      |
| Macará            | Ecuador | 2007      |
| Rocafuerte FC     | Ecuador | 2009      |
| Atlético Audaz    | Ecuador | 2010      |
| Delfín SC         | Ecuador | 2011      |
| CS Patria         | Ecuador | 2012      |
| U.T.C             | Ecuador | 2013      |

## Palmarés

### Campeonatos nacionales
| Título             | Club   | País    | Año  |
| ------------------ | ------ | ------- | ---- |
| Serie A de Ecuador | Emelec | Ecuador | 2001 |
| Serie A de Ecuador | Emelec | Ecuador | 2002 |